# Nova Iurivka, Radomîșl
Nova Iurivka (în ucraineană Нова Юрівка) este un sat în comuna Kîcikîri din raionul Radomîșl, regiunea Jîtomîr, Ucraina.

## Demografie
Componența lingvistică a localității Nova Iurivka
     Ucraineană (97,16%)
     Română (2,27%)
Conform recensământului din 2001, majoritatea populației localității Nova Iurivka era vorbitoare de ucraineană (97,16%), existând în minoritate și vorbitori de română (2,27%).